# (12379) Thulin
(12379) Thulin est un astéroïde de la ceinture principale.

## Description
(12379) Thulin est un astéroïde de la ceinture principale. Il fut découvert le 10 août 1994 à La Silla par Eric Walter Elst. Il présente une orbite caractérisée par un demi-grand axe de 2,70 UA, une excentricité de 0,07 et une inclinaison de 3,4° par rapport à l'écliptique.

## Compléments